# Haploblepharus kistnasamyi
Haploblepharus kistnasamyi és una espècie de peix de la família dels esciliorrínids i de l'ordre dels carcariniformes.

## Hàbitat
És un peix marí de clima subtropical.

## Distribució geogràfica
Es troba a Sud-àfrica.